# Neptosternus leyi
Neptosternus leyi là một loài bọ cánh cứng trong họ Bọ nước. Loài này được Hendrich & Balke miêu tả khoa học năm 2000.